# آندره‌آ کیپرسا
آندره‌آ کیپرسا (ایتالیایی: Andrea Cipressa؛ زادهٔ ۱۴ دسامبر ۱۹۶۳) شمشیرباز اهل ایتالیا بود.